# ابراهیما دیومانده
ابراهیما دیومانده (انگلیسی: Ibrahima Diomandé؛ زادهٔ ۲۸ اکتبر ۱۹۶۹) بازیکن فوتبال اهل ساحل عاج بود.
از باشگاه‌هایی که در آن بازی کرده است می‌توان به باشگاه فوتبال آسک میموساس اشاره کرد.
وی همچنین در تیم ملی فوتبال ساحل عاج بازی کرده است.